# لوئیس ایزکیردو
لوئیس ایزکیردو (انگلیسی: Luis Izquierdo؛ زادهٔ ۳ آوریل ۱۹۷۴) کشتی‌گیر اهل کلمبیا است.